# Éva Igó
Dans le nom hongrois Igó Éva, le nom de famille précède le prénom, mais cet article utilise l’ordre habituel en français Éva Igó, où le prénom précède le nom.
Éva Igó, née le 4 mai 1956 à Budapest, est une actrice hongroise,,.

## Filmographie partielle

### Cinéma
- 1982 : Tegnapelőtt de Péter Bacsó
- 1984 : Egymásra nézve de Károly Makk
- 1988 : Titánia, Titánia, avagy a dublőrök éjszakája de Péter Bacsó
- 1994 : Woyzeck de János Szász
- 1994 : Törvénytelen de Ferenc András
- 1997 : Csinibaba de Péter Tímár
- 1998 : Sunshine (A napfény íze) d’István Szabó
- 1999 : Hazudós Jakab de Peter Kassovitz
- 1999 : Jakob le menteur (Jakob the Liar)  de Peter Kassovitz
- 2003 :  I salmoni del San Lorenzo de Ferenc András
- 2008 : Valami Amerika 2., de Gábor Herendi
- 2019 : Akik maradtak de Barnabás Tóth

### Télévision
- Dániel (série)
- Tudós nők (1980)
- Tisztán vagy szódával (1980)
- A bolond lány (1981)
- Reumavalcer (1983)
- A hattyú halála (1983)
- Tisztújítás (1984)
- Szerelmek (1985)
- Bernarda Alba háza (1985)
- Brigitta (1993)
- Kisváros (1993-2001) (série)
- Istálló (1995)
- Szappanbuborék (1996)
- Pub-Fiction (1996)
- Éjfél (1998)
- Üstökös (1998)
- Mikor síel az oroszlán? (2001)
- Egy nő (2001)
- Zsaruvér és Csigavér II.: Több tonna kámfor (2002)
- Vadkörték - A tihanyi kincsvadászat (2002)
- Családi album (2002)
- Párversek (2003)
- Szeress most! (2004-2005)
- Kivilágos kivirradtig (2005)
- Állomás (2008-2011)
- Presszó (2008)
- Munkaügyek (2012–2014)
- Aranyélet (2015)